# António Guterres
  António Guterres    (Lisboa, 30 d'abril de 1949), nom complet António Manuel de Oliveira Guterres, és un polític portuguès. Va ser Primer Ministre de Portugal entre 1995 i 2002.
Escollit diputat entre 1976 i 1983 i després a partir de 1985, esdevé el 1988 president del grup parlamentari socialista a l'Assemblea de la República Portuguesa. El 1992 va derrotar a Jorge Sampaio i va ser nomenat secretari general del PS.
Reorienta el partit i, aprofitant el desgast del centredreta, aconsegueix una forta majoria a les eleccions legislatives d'octubre de 1995. Després va ser nomenat primer ministre. Sota el seu primer mandat, Portugal es va adherir a l'euro, va organitzar l'Exposició Universal i va assegurar la creació de la CPLP, alhora que rellançava el seu creixement i lluitava contra la pobresa.
La forta derrota a les eleccions locals el desembre de 2001 el va portar a renunciar a totes les seves funcions i a retirar-se de la vida política, arran de les eleccions de març de 2002 perdudes pel PS.
Retirat el 2004 com a candidat a les eleccions presidencials de 2006, va posar fi a totes les ambicions nacionals el 2005 quan Kofi Annan el va nomenar Alt Comissariat de les Nacions Unides per als Refugiats (ACNUR). Va ocupar aquest càrrec durant dos mandats de cinc anys.
El 13 d'octubre de 2016, l'Assemblea General de les Nacions Unides el va nomenar secretari general per succeir a Ban Ki-moon de Corea del Sud l'11 de gener de 2017.

## Biografia
Nascut a Lisboa, fill de Virgílio Dias Guterres i Cândida dos Reis Oliveira.

### Formació i inicis en política
Després de rebre el Premi Nacional de Batxillerat l'any 1965, António Manuel de Oliveira Guterres es va matricular a l’Institut Tècnic Superior (IST). Durant els seus estudis, va ser actiu a la Joventut de la Universitat Catòlica (JUC) i va evitar participar en l'oposició al Nou Estat.
Va obtenir una llicenciatura en enginyeria electrònica l'any 1971 i després va començar a treballar com a professor ajudant a l'IST, ensenyant teoria de sistemes i senyals de telecomunicacions.
El 1973 es va afiliar al  Partit Socialista.

### Ascensió
Es converteix el maig de 1974 en cap de Gabinet de José Torres Campos, secretari d'Estat d'Indústria i Energia. Amb només 25 anys, va deixar aquest càrrec deu mesos després, el març de 1975. Durant les eleccions legislatives del 25 d'abril de 1976, va ser elegit diputat pel districte de Castelo Branco a l'Assemblea de la República.
Promocionat a la presidència de la Comissió Parlamentària d'Economia i Finances l'any 1977, va ser reelegit diputat durant la votació intermèdia del 2 de desembre de 1979. Després de les eleccions locals celebrades dues setmanes més tard, va esdevenir president de l'assemblea municipal de Fundão, al nord de Castelo Branco. Va mantenir el seu mandat parlamentari a les eleccions del 5 d'octubre de 1980. En aquesta ocasió, és cap de llista del Front Republicà i Socialista (FRS) a la seva circumscripció.
No havent estat candidat a les eleccions anticipades del 25 d'abril de 1983, va tornar a ser cap de llista al districte de Castelo Branco amb motiu de les  eleccions legislatives anticipades del 6 d'octubre de 1985. En l'obertura de la legislatura va ser nomenat president de la Comissió d'Administració Territorial, Entitats Locals i Medi Ambient. Després de les eleccions del 19 de juliol de 1987, va ser reelegit com a cap de la seva comissió, després el 1988 a la presidència del grup parlamentari socialista, aleshores a l'oposició.

### Secretari general del PS
Durant les eleccions del 6 d'octubre de 1991, el PS pateix la seva tercera derrota consecutiva. Des de la Revolució dels Clavells, el partit no ha tingut tres fracassos electorals consecutius. António Guterres aconsegueix que el partit cancel·li la seva convenció estratègica i convoqui, el febrer de 1992, un congrés extraordinari, anunciant al mateix temps la seva candidatura al càrrec de secretari general.
En el vot dels militants obté més del 60 % dels delegats i, per tant, pot ser elegit per 1.122 vots contra 190 pel social-liberal Álvaro Beleza el 23 de febrer de 1992. Esdevé el líder de facto de l'oposició. Set mesos després, va esdevenir vicepresident de la Internacional Socialista (SI). Va aconseguir un èxit important durant les eleccions locals del desembre de 1993, que va veure com els socialistes s'imposaven a escala nacional i havien guanyat prop del 60 % de vots a Lisboa amb Jorge Sampaio i a Porto amb Fernando Gomes.
L'11 d'octubre de 1994, llança oficialment els Estats generals per a una nova majoria que pretenia fer balanç dels deu anys de govern del primer ministre liberal Aníbal Cavaco Silva, aprovar el projecte socialista i donar-se més credibilitat quan és mal percebut pel seu electorat i menys apreciat que el cap de govern sortint. Al tancament dels Estats Generals, l'11, va presentar un contracte legislatiu de 125 pàgines elaborat per vint-i-cinc personalitats del PS, de la societat civil i havent pertangut a altres partits polítics del país.

### Primer ministre de Portugal

#### Un primer mandat exitós
A les eleccions legislatives de l'1 d'octubre de 1995 el Partit Socialista va aconseguir més de 2.583.000 vots, la qual cosa va suposar el 43,76 % dels vots emesos i 112 diputats de 230 a l'Assemblea de la República. Aquest és el millor resultat del partit des de 1975. Reaccionant a aquest resultat, el secretari general del PS afirma que vol situar el diàleg al centre de la seva acció, i prestar especial atenció als abusos de poder i al clientelisme.
António Guterres assumeix oficialment el càrrec de Primer Ministre el 28 d'octubre. Posa així fi a deu anys de poder del Partit Socialdemòcrata i esdevé el primer socialista a part de Mário Soares a exercir la direcció de l'executiu. El seu govern, presentat a principis de mes, inclou familiars, com el ministre de la Presidència i el ministre de Defensa António Vitorino, executius del PS, com el ministre d'Exteriors Jaime Gama, i centristes independents, com el ministre d'Hisenda António Sousa Franco.
A les eleccions presidencials del 14 de gener de 1996, el candidat socialista i alcalde de Lisboa Jorge Sampaio va guanyar contra el candidat socialdemòcrata Aníbal Cavaco Silva amb una puntuació força còmoda de 53,9 % dels vots. Amb motiu de les eleccions regionals del 14 d'octubre següent, el PS de Carlos César aconsegueix prendre el poder a les Açores, gràcies a un 45 % dels vots i el suport del Partit Popular (CDS-PP), mentre que els socialdemòcrates d'Alberto João Jardim van aguantar sense dificultats a Madeira.
En una cimera celebrada a Lisboa el juliol de 1996, Portugal, Brasil, Angola, Cap Verd, Moçambic, Guinea Bissau i São Tomé i Príncipe signen l'acord que registra la creació de la Comunitat de Països de Parla Portuguesa (CPLP), antic projecte de la diplomàcia portuguesa. En aquesta ocasió, el primer ministre afirma que la comunitat reforçarà la identitat, el pes dels països de parla portuguesa en l'escena internacional i anuncia que proposarà «una reforma de l'Organització de les Nacions Unides per avançar cap a una major democràcia i eficiència de la comunitat internacional, que ha d'intensificar els seus esforços per «garantir els drets humans i la pau».
A principis del mes de novembre de 1997, aconsegueix un pacte amb el Partit Socialdemòcrata, que li permet aprovar els pressupostos de l'Estat, no sense atacar amb duresa el balanç dels últims anys de Cavaco Silva al poder, marcats per la recessió, i presumir dels èxits obtinguts pel seu govern en només dos anys de poder. Unes tres setmanes després, el 22 de novembre, António Guterres va afrontar la seva primera gran crisi política amb la dimissió del seu número dos i viceprimer ministre no oficial António Vitorino, arran de les denúncies d'evasió fiscal comeses el 1989.
Després va procedir a una gran remodelació del gabinet que va promoure els seus propers dins del PS. Així, el viceministre Jorge Coelho compagina el seu càrrec amb el Ministeri de l'Interior; el seu vicesecretari d'Estat Joaquim Pina Moura esdevé ministre d'Economia; El secretari d'Estat José Sócrates és nomenat viceprimer ministre amb autoritat en matèria de joventut, esports i drogodependències; mentre que el ministre de la Seguretat Social Eduardo Ferro Rodrigues pren el cap d'una gran Conselleria de Treball i Solidaritat. En aquesta ocasió, reconeix que aquests canvis estaven previstos, però després de les eleccions municipals del 14 de desembre següent. Aquestes eleccions marquen una nova victòria del PS, João Soares conserva Lisboa i Fernando Gomes és reelegit a Porto.
Oposant-se personalment a la liberalització de la interrupció voluntària de l'embaràs (IVG) en nom dels seus valors, accepta el febrer de 1998 la celebració d'un referèndum sobre el tema, una setmana després de la votació pel Parlament d'una llei que va en aquest sentit i proposada per una part del PS. Per aquest posicionament, ni el PS ni el govern fan campanya pel referèndum, el primer de la història democràtica, convocat el 28 de juny, que desperta violentes crítiques per part dels Joves Socialistes (JS). Amb una abstenció del 68 %, el resultat negatiu del 51,9 % no és vinculant per a l'Assemblea de la República però el grup socialista decideix no tirar endavant el debat parlamentari, i aquest resultat provoca unes dures crítiques per part de Manuel Alegre, opositor intern de Guterres al Partit Socialista.
Tot just cinc mesos després, el 9 de novembre, va viure el seu primer fracàs electoral des de l'arribada al poder amb el rebuig per referèndum del projecte de descentralització administrativa que havia de donar lloc a la creació de vuit Regions, a més de les Regions Autònomes de les Açores i de Madeira. Amb l'anunci del resultat – 63,9 % de vots en contra - afirma que «la responsabilitat del Partit Socialista l'assumeixo total i íntegrament»; malgrat aquest fracàs del partit al govern, el president del PPD/PSD Marcelo Rebelo de Sousa manifesta la seva voluntat que el govern acabi el seu mandat «perquè sobretot el país necessita estabilitat».
Només quatre mesos abans de les eleccions legislatives se celebren les eleccions europees del 13 de juny de 1999. Va escollir l'antic cap d'estat Mário Soares, fundador i primer secretari general del partit, per liderar la llista socialista. Amb només el 40 % de participació, el PS obté un 43 % dels vots i 12 dels 25 diputats al Parlament Europeu, una victòria que Guterres qualifica «de històrica.»

#### Un segon mandat difícil

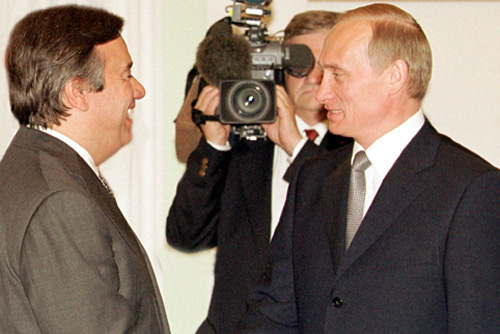
António Guterres es troba amb Vladímir Putin a Moscou2000.

Popular i gaudint d'un gran prestigi gràcies a la millora de la situació econòmica, l'establiment de la renda mínima garantida i l'impacte de l'Exposició Universal de Lisboa de 1998, va liderar la campanya per a les eleccions legislatives del 10 d'octubre de 1999 amb l'objectiu d'aconseguir la majoria absoluta dels escons a l'Assemblea de la República. El dia de les votacions, el Partit Socialista encara es va imposar amb més de 2.385.000 vots, que corresponen al 44,06 % dels vots i 115 escons de 230 al Parlament, un escó menys que la majoria absoluta. Dos dies després d'aquestes eleccions, Portugal va obtenir el dret a ser el país amfitrió del Campionat d'Europa de futbol 2004.
Forma el seu segon govern el 25 d'octubre, organitzat al voltant de quatre persones clau: Ministre d'Estat i Ministre d'Afers Exteriors Jaime Gama, coordinador de política exterior i número dos de l'executiu; Ministre de la Presidència i Ministre d'Equipament Social Jorge Coelho, Coordinador de Política Interior; Conseller d'Economia i Ministre d'Hisenda Joaquim Pina Moura, Coordinador de Política Econòmica; el conseller de Treball i Solidaritat Eduardo Ferro Rodrigues, coordinador de política social. Quan va presentar el seu programa als diputats deu dies després, va demanar una gran reforma del sistema polític, que limitaria les despeses electorals, garantiria un millor control del finançament dels partits i canviaria el sistema de votació de proporcional a uninominal.
Esdevé president de la Internacional Socialista (SI) el 10 de novembre següent, en substitució de l'antic primer ministre francès Pierre Mauroy.
Aquest segon mandat, marcat per la presidència de la Unió Europea durant el primer semestre del 2000, també va veure un gir desfavorable de la situació econòmica. El desembre de 2000, dos ministres, entre ells el seu amic i fidel a la política Armando Vara, dimiteixen per sospita de corrupció, cas que també revela els conflictes interns al Partit Socialista. Després de la caiguda d'un pont a Castelo de Paiva que provoca desenes de morts, Jorge Coelho ha de deixar immediatament el govern mentre l'executiu és objecte de moltes crítiques perquè el mal estat de les infraestructures en aquesta part del país era conegut i fins i tot havia donat a una manifestació dos mesos abans.
Les eleccions autonòmiques de 15 d'octubre de 2000 donen a cada partit principal una regió autònoma. El PS manté el poder a les Açores amb un 49 % dels vots i 30 elegits de 52, mentre que a Madeira el PPD/PSD guanya el 55,9 % de vots, és a dir, 41 escons sobre 61. A més, durant les eleccions presidencials del 14 de gener de 2001, el president de la República Jorge Sampaio va ser reelegit en primera volta contra quatre candidats, dels quals tres de l'esquerra, amb una puntuació de 55 % de vots en un context de forta abstenció.

### Retirada de la vida política
Tanmateix, aquests èxits electorals no es van repetir durant les eleccions locals de l'any (16 de desembre de 2001). Durant aquestes eleccions, els socialdemòcrates van guanyar els ajuntaments de Lisboa i Porto dels socialistes i es van situar al capdavant a escala nacional, una primera des de les eleccions legislatives de 1991. Afirmar voler assumir el resultat, per evitar un «embolic polític» i per aclarir la situació, António Guterres va anunciar la seva dimissió el mateix vespre de la votació, uns instants abans de l'anunci oficial de la derrota del PS a la capital portuguesa.
Va presentar oficialment la seva dimissió l'endemà de les eleccions i el 18 de desembre va renunciar a dirigir el Partit Socialista durant una reunió extraordinària dels seus òrgans de govern.
Després de la candidatura avortada de Jaime Gama, és Eduardo Ferro Rodrigues qui és escollit per la direcció del partit per succeir-lo i conduir els socialistes a les eleccions legislatives anticipades del 17 de març de 2002, en què Guterres no serà candidat.

### Alt Comissionat per als Refugiats

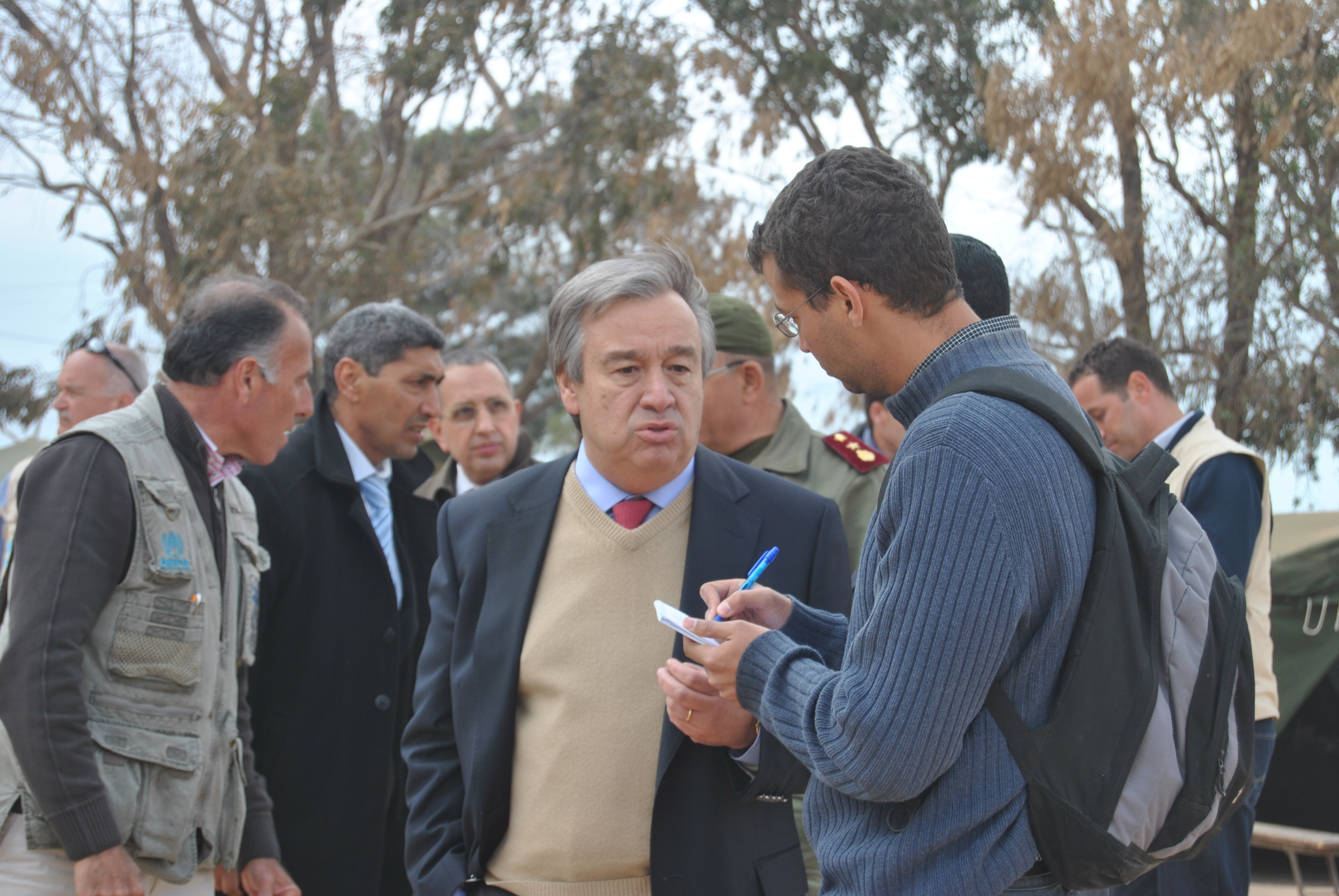
António Guterres visita Camp Choucha, Tunísia després de la crisi dels refugiats a Líbia el març de 2011.

L'any 2004, amb motiu del congrés extraordinari del PS organitzat després de la renúncia de Ferro Rodrigues, aquest va convocar el seu expresident del govern a ser candidat a les eleccions presidencials de gener de 2006, llançant al nou secretari general José Sócrates: «Vam servir el país junts als governs d'António Guterres. Espero que d'aquí a un any serem junts en un gran combat per una gran victòria a les presidencials».
No obstant això, es va allunyar de la vida política portuguesa el 2005. El 24 de maig, el Secretari General de les Nacions Unides, Kofi Annan, el va proposar com a nou Alt Comissionat de les Nacions Unides per als Refugiats (ACNUR) en substitució de Ruud Lubbers, destacant el seu compromís amb la causa dels refugiats i la seva llarga carrera política. El successor d'Annan, Ban Ki-moon, anuncia el 21 d'abril de 2010 que és reelegit per un termini de cinc anys.
La seva candidatura per a les eleccions presidencials de gener de 2016 es torna a esmentar el maig de 2014. Amb motiu de la presentació de la biografia de Jorge Coelho, declara "No sóc candidat, però hi ha una probabilitat, fins i tot petita, que això passi", explicant negar-se a fer «promeses per a l'eternitat»; aquesta intervenció va ser rebuda favorablement pel partit, el seu exministre d'Agricultura Luís Capoulas Santos fins i tot parlant de «candidat difícil de vèncer» .
El seu mandat com a cap de l'ACNUR va acabar el 31 de desembre de 2015, assumint les seves funcions el diplomàtic italià Filippo Grandi. Per a les eleccions presidencials organitzades tres setmanes després, el PS no presenta oficialment cap candidat.

### Secretari General de l'ONU

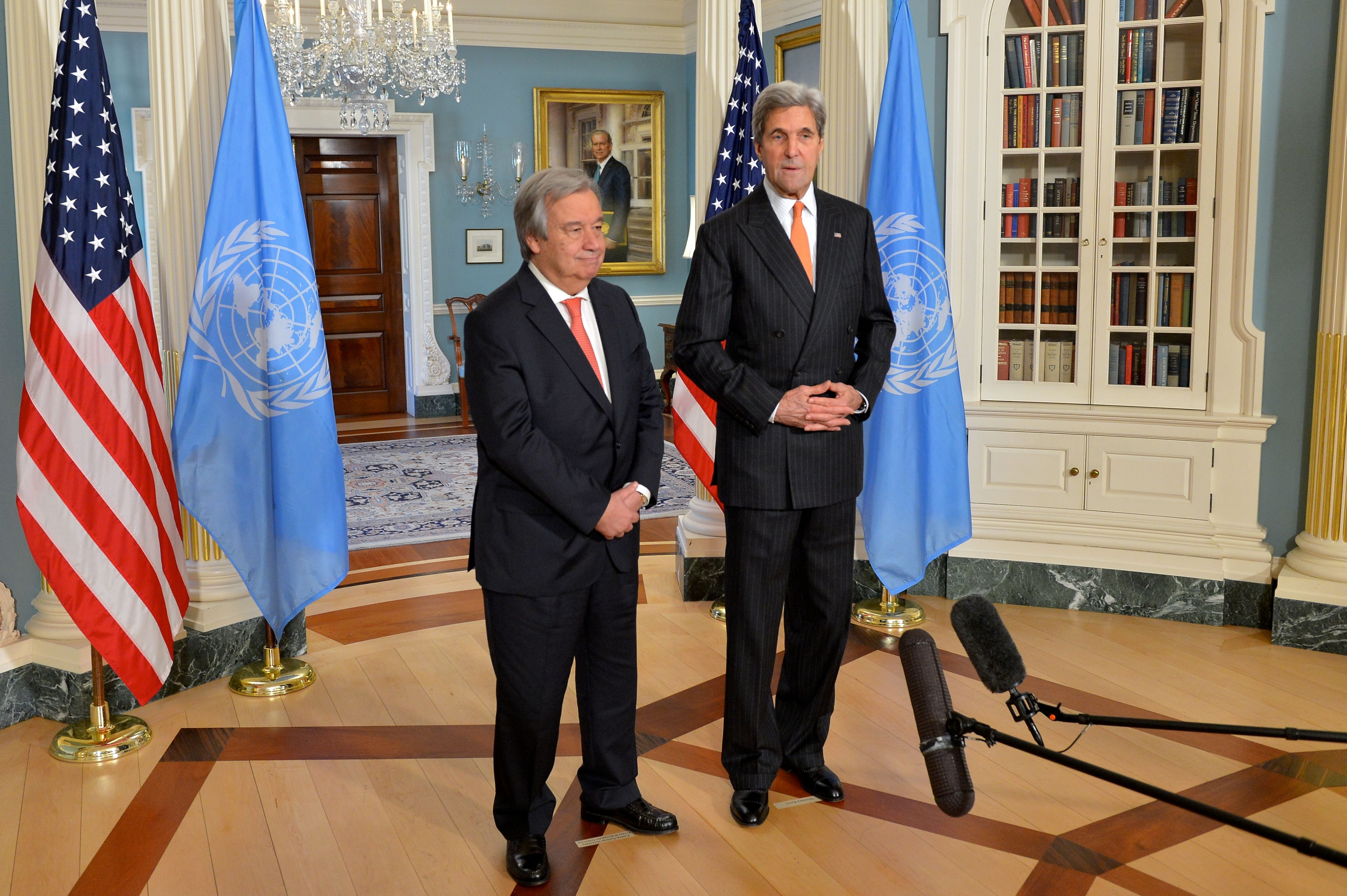
Guterres amb el nord-americà John Kerry, el novembre de 2016.

El 22 de gener de 2016, el nou primer ministre portuguès António Costa indica que el seu govern té la intenció de proposar la candidatura de Guterres al càrrec de secretari general de l'ONU mentre acabi el mandat de Ban Ki-Moon a finals d'any. Després d'aprovar la seqüència d'audiències de candidats, lidera la primera votació indicativa del Consell de Seguretat de les Nacions Unides el 22 de juliol amb 12 vots i 3 sufragis «sense opinió». Continua imposant-se amb una desena de vots favorables, durant les votacions celebrades el setembre. Finalment, en la votació decisiva de 5 d'octubre, va obtenir 13 vots favorables, que li van assegurar ser elegit. Poques setmanes després va anunciar que s'envoltava d'Amina J. Mohammed, ministra nigeriana, cridada a ser vicesecretària general, Maria Luiza Ribeiro Viotti, diplomàtica brasilera que dirigirà el seu gabinet, i Kyung-wha Kang, diplomàtic de Corea del Sud., nomenat per al càrrec d'assessor especial en política.
El 23 d'abril de 2017, Antonio Guterres és el primer secretari general de l'ONU que participa a l'Assemblea Plenària del Congrés Mundial Jueu on declara: «la forma moderna d'antisemitisme és negar l'existència de l'Estat d'Israel.».
Per decisió del Consell de Seguretat el 8 de juny de 2021, va ser reelegit per un segon mandat de cinc anys a partir de l'1 de gener de 2022.

## Vida personal
L'1 de gener de 1972 es va casar a Lisboa amb Luísa Amélia Guimarães e Melo, nascuda l'any 1946. D'aquesta unió van néixer dos fills: Pedro el 1977 i Mariana el 1985. La seva dona va morir de càncer el 28 de setembre de 1998 a Londres.
Es va tornar a casar tres anys després el 9 d'abril de 2001 amb Catarina de Almeida Vaz Pinto, 11 anys més jove que ell. És tinent d'alcalde de Lisboa, encarregada de cultura i relacions internacionals.
António Guterres és catòlic.
A més del portuguès, parla amb fluïdesa l'anglès, el francès i el castellà